# Michel Vermeulin
Michel Hervé Vermeulin (Montreuil-sous-Bois, 6 de septiembre de 1934) es un deportista francés que compitió en ciclismo en las modalidades de pista y ruta.
Participó en los Juegos Olímpicos de Melbourne 1956, obteniendo en total dos medallas, oro en la prueba de ruta por equipos (junto con Arnaud Geyre, Maurice Moucheraud y René Abadie), y plata en persecución por equipos (con Jean Graczyk, Jean-Claude Lecante y René Bianchi).

## Medallero internacional

### Ruta
| Juegos Olímpicos | Juegos Olímpicos      | Juegos Olímpicos | Juegos Olímpicos |
| Año              | Lugar                 | Medalla          | Competición      |
| ---------------- | --------------------- | ---------------- | ---------------- |
| 1956             | Melbourne (Australia) | Medalla de oro   | Ruta por equipos |

### Pista
| Juegos Olímpicos | Juegos Olímpicos      | Juegos Olímpicos | Juegos Olímpicos        |
| Año              | Lugar                 | Medalla          | Competición             |
| ---------------- | --------------------- | ---------------- | ----------------------- |
| 1956             | Melbourne (Australia) | Medalla de plata | Persecución por equipos |